# Loveniidae
De Loveniidae zijn een familie van zee-egels (Echinoidea) uit de superfamilie Spatangoidea.

## Geslachten
- Onderfamilie Echinocardiinae Cooke, 1942
  - Echinocardium Gray, 1825
- Onderfamilie Loveniinae
  - Araeolampas Serafy, 1974
  - Atelospatangus Koch, 1885 †
  - Breynia Desor, 1847
  - Chuniola Gagel, 1903 †
  - Gualtieria Desor, 1847 †
  - Hemipatagus Desor, 1858 †
  - Laevipatagus Noetling, 1885 †
  - Lovenia Desor, 1847
  - Pseudolovenia A. Agassiz & H.L. Clark, 1907
  - Semipetalion Szörényi, 1963 †